# Hermann Strebel
Hermann Strebel (ur. 1868 w Monachium, zm. 1943) – niemiecki lekarz, chirurg, chirurg plastyczny, współtwórca podstaw brachyterapii, astronom. Jako jeden z pierwszych naukowców badał wpływ napromieniania radem na bakterie, a także zaproponował stosowanie radu w leczeniu schorzeń skóry.

## Życiorys
W 1889 (po odbyciu służby w wojsku) rozpoczął studia medyczne na Uniwersytecie w Erlangen. Doktorem nauk medycznych został na tej uczelni w 1892 (praca Oedema cutis circumscriptum). W 1893, otrzymał prawo praktykowania zawodu lekarza. Przeprowadził się do Ratyzbony, gdzie jego ojciec zatrudniony był na stanowisku okręgowego rzeczoznawcy budowlanego. Prawdopodobnie studiował tam chirurgię, gdyż takiego tytułu potem używał. Od 1893 praktykował w Ratyzbonie, a w 1896 przeniósł się do Monachium. Do 1907 prowadził praktyki pod różnymi adresami jako specjalista w zakresie dermatologii i wenerologii. W 1908 jego gabinet uzyskał nazwę Lichtheil- und elektromedizinisches Institut (Instytut Terapii Światłem i Elektromedycyny). Mieścił się pod różnymi monachijskimi adresami i działał aż do jego śmierci w 1943. W miejskich księgach figuruje jako lekarz specjalizujący się w medycynie kosmetycznej i chirurgii plastycznej.
Oprócz głównego nurtu swoich zainteresowań prowadził badania w zakresie dermatologii, wenerologii, elektroterapii, leczenia ultrafioletem, radem oraz promieniami X. W latach 20. i 30. XX wieku zajmował się również astronomią (wzniósł prywatne obserwatorium w Herrsching, pod które ziemię zakupił w 1910, a budowę rozpoczął w 1926). W latach 1899–1908 opublikował szereg artykułów medycznych (głównie o terapii światłem). Potem miał przerwę w wydawaniu prac do 1927, kiedy to wydał pierwszy artykuł astronomiczny. Dziedziną tą zajmował się do 1937 (wydał wtedy ostatnią publikacje na ten temat). Do 1943 zajmował się ponownie medycyną, choć już nie publikował.
W 1932 otrzymał medal Bene Merenti od Bawarskiej Akademii Nauk za ofiarowanie jej w tym samym roku swojego obserwatorium astronomicznego. Pioniersko używał teleskopów lustrzanych, zbudowanych przez Bernharda Schmidta, do obserwacji Słońca. Jego najistotniejszą obserwacją było rozpoznanie poligonalnej struktury granulacji słonecznych.
Pierwsze doświadczenia z napromienianiem bakterii radioizotopami (sproszkowany uran) przeprowadził w 1899 we włoskim Pacinotti. Według własnych zapisów zwalczył w ten sposób drobnoustroje cholery, gruźlicy, błonicy i duru brzusznego, jednak Leopold Freund w 1903 nie potwierdził doświadczalnie takiego rezultatu. W 1901 rozpoczął doświadczenia z działaniem światła ultrafioletowego na skórę. W tym samym roku zaprezentował aparat do leczenia światłem ultrafioletowym na Kongresie Niemieckiego Towarzystwa Dermatologicznego we Wrocławiu. W 1903 opublikował swoją najistotniejszą pracę o leczeniu radem: Propozycje leczenia radem (ang. Proposals for Radium Therapy). Przedstawił w niej dwie główne zasady zdalnie sterowanej brachyterapii: afterloading i crossfire.

## Upamiętnienie
W 1999 (po latach zapomnienia), ustanowiony został Medal Strebela przyznawany naukowcom co dwa lata podczas Sympozjum Brachyterapeutycznego DEGRO (Deutsche Gesellschaft für Radioonkologie), OGRO (Österreich Gesellschaft für Radioonkologie) i SASRO (Swiss Association of Swiss Radiation Oncology).